# فلای‌ایجپت
فلای‌ایجپت (انگلیسی: FlyEgypt) شرکت هواپیمایی مصری است، که در سال ۲۰۱۴ تأسیس شد.